# Nueva Canción Vasca

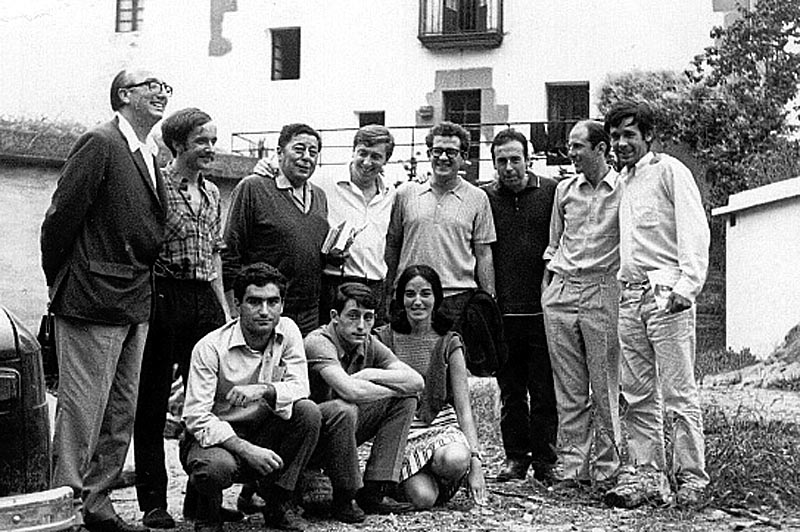
Diversos miembros del grupo Ez Dok Amairu posando junto al cantante Atahualpa Yupanqui (primero por la izquierda) Luis Romero (tercero por la izquierda): Jose Anton Artze (segundo por la izquierda), Benito Lertxundi (cuarto), Mikel Laboa (sexto), José Ángel Irigarai (séptimo), Xabier Lete (agachado, el primero por la izquierda) y Lourdes Iriondo. El último a la derecha es Paco Ibáñez.

Nueva Canción Vasca (en euskera: Euskal Kantagintza Berria) es el nombre del movimiento musical que desde los años sesenta del siglo XX hasta los ochenta se desarrolló en el País Vasco y Navarra, impulsado por el contexto político que se vivía. Es la versión en euskera de un movimiento similar que se produce en diversas partes de España en esa misma época, dando lugar por ejemplo a la Nova Cançó en Cataluña. Así como el movimiento surgido en Cataluña se apoya en el colectivo Els Setze Jutges, en el País Vasco se convirtió en el movimiento cultural Ez Dok Amairu.